# Dženifer Melfi
Dženifer Melfi (engl. Jennifer Melfi) je izmišljeni lik u američkoj televizijskoj seriji „Porodica Soprano“ (engl. The Sopranos). Dr Melfi je psihijatar glavnog lika serije, šefa mafije Tonija Soprana. Njen lik tumači glumica Lorejn Brako.

## O liku
Kao i većina glavnih likova u seriji, i Dženifer je Amerikanka italijanskog porekla koja živi u Nju Džerziju. Bila je u braku sa Ričardom LaPenom, ali su se razveli. Iz braka ima jednog sina, Džejsona. Dženifer je priznati i cenjeni psihijatar, kojoj se za pomoć, već u prvoj epizodi serije obraća šef lokalne mafijaške porodice, Toni Soprano. Razlog Tonijevog dolaska su njegovi sve češći napadi panike, a kod dr Melfi je došao po preporuci prvog komšije.
Tokom terapije, Toni i dr Melfi razvijaju veoma komplikovan odnos. Sa jedne strane, Dženifer je osoba koja je na mnogo načina bliža Toniju nego bilo ko, čak i njegova supruga Karmela. Međutim, suočena je sa stresom koji donosi činjenica da joj je jedan od najčešćih pacijenata mafijaški šef. Taj stres dr Melfi leči na različite načine - prvo pojačanim konzumiranjem alkohola a zatim i odlaskom kod svog psihijatra koji joj kasnije prepisuje razčičite vrste lekova.
Iako ga se na neki način plaši, ona u isto vreme oseća i privlačnost prema Toniju, ali nikada ne preduzima ništa povodom toga. Sa druge strane, Toni otvoreno pokazuje svoja osećanja prema njoj, i to više puta u toku terapije. Njeno mišlljenje o Toniju se promenilo na bolje posebno nakon što je u garaži zgrade u kojoj radi bila napadnuta i silovana, jer je nakon toga počela da razume Tonijev način ophođenja prema pojedinim ljudima. Njihova profesionalna veza je više puta prekidana i nastavljana, kako od strane Tonija, tako i od Dženifer, koju na to nagovaraju prijatelji i njen psihijatar. S obzirom na otvorenost koju Toni ima prema njoj, dr Melfi je verovatno osoba koja ga najbolje poznaje.

## Zanimljivosti
Lorejn Brako, koja tumači lik dr Dženifer Melfi je prvobitno dobila ponudu da tumači lik Karmele Soprano, ali je tu ulogu odbila i tražila ulogu dr Melfi, za koju je mislila da će joj biti veći izazov, s obzirom da je uloga Karmele dosta slična ulozi koju je ona imala u filmu „Dobri momci“ Martina Skorsezea.

## Spoljašnje veze
- Porodica Soprano na zvaničnom sajtu televizije HBO (језик: енглески)
- Dr Dženifer Melfi Архивирано на веб-сајту  (23. март 2012) na IMDb (језик: енглески)